# 정수아
정수아(1986년 1월 29일 ~ )는 대한민국의 가수이다.

## 음반
- 2012년 1집 - 정수아 1st
- 2014년 트로트 스쿨 Part 1
- 2014년 2집 - 정수아 2집

## 수상
- 2012년 한국을 빛낸 자랑스런 한국인 대상 사회봉사발전 공로상 수상
- 2013년 한국을 빛낸 사람들 대상 가요발전봉사 공로상 수상